# 1976년 동계 올림픽 유고슬라비아 선수단
1976년 동계 올림픽 유고슬라비아 선수단은 오스트리아 인스브루크에서 개최된 1976년 동계 올림픽에 참가한 올림픽 유고슬라비아 선수단이다.

## 알파인 스키
남자
| 선수              | 세부 종목 | 1차 시기 | 1차 시기 | 2차 시기 | 2차 시기 | 합계    | 합계 |
| 선수              | 세부 종목 | 기록     | 순위     | 기록     | 순위     | 기록    | 순위 |
| 아이딘 파쇼비치   | 활강      |          |          |          |          | 1:54.57 | 46   |
| 안드레이 코젤리   | 활강      |          |          |          |          | 1:52.75 | 37   |
| 미란 가슈페르시치 | 대회전    | DNF      | –        | –        | –        | DNF     | –    |
| 아딘 파쇼비치     | 대회전    | 1:54.82  | 46       | DNF      | –        | DNF     | –    |
| 안드레이 코젤리   | 대회전    | 1:54.43  | 42       | 1:56.05  | 35       | 3:50.48 | 35   |
| 보얀 크리자이     | 대회전    | 1:49.08  | 25       | 1:46.82  | 16       | 3:35.90 | 18   |
| 보얀 크리자이     | 회전      | DNF      | –        | –        | –        | DNF     | –    |
| 미란 가슈페르시치 | 회전      | DNF      | –        | –        | –        | DNF     | –    |
| 아이딘 파쇼비치   | 회전      | DNF      | –        | –        | –        | DNF     | –    |
| 안드레이 코젤리   | 회전      | 1:09.50  | 37       | 1:14:16  | 32       | 2:23.66 | 31   |

## 참조
- 올림픽 공식 결과 보관됨 2012-02-04 - 웨이백 머신